# Заречная Слобода (Ульяновская область)
Заречная Слобода —поселок в Новомайнском городском поселении Мелекесского района Ульяновской области.

## География
Находится у реки Большой Авраль на расстоянии примерно 14 километров на восток-юго-восток по прямой от районного центра города Димитровград.

## История
Основан в 1928-1929 годах.

## Население
Население составляло 33 человека в 2002 году (русские 88%), 19 по переписи 2010 года.